# Schiavon
Schiavon (velenceiül S-ciaon) település Olaszországban, Veneto régióban, Vicenza megyében. Lakosainak száma 2611 fő (2023. január 1.). Schiavon Breganze, Marostica, Colceresa, Nove, Pozzoleone és Sandrigo községekkel határos.

## Népesség
A település népességének változása:
| Lakosok száma | 2625 | 2629 | 2611 |
|               | 2017 | 2018 | 2023 |